# Stanford Linear Accelerator Center
A Stanford Linear Accelerator Centert (Stanfordi Lineáris Gyorsítóközpont, SLAC) a Stanford Egyetem működteti. 1962-ben alapították. A Menlo Park-i Sand Hill Roadon  (Kalifornia) található.
Egy 3 km hosszú rádiófrekvenciás lineáris részecskegyorsító van benne elektronok és pozitronok gyorsítására. A kutatás középpontjában az elektronnyalábra alapozott kísérleti és elméleti elemirészecske fizikai kutatás áll, emellett magfizikai, szilárdtestfizikai, kémiai, biológiai és orvosi kutatásokat végeznek szinkrotronsugárzás segítségével. 
Több mint 3000 vendégkutatót szolgál ki évente a részecskefizika és a szinkrotronsugárzás területén.
Az SLAC-ben volt az első amerikai weboldal.

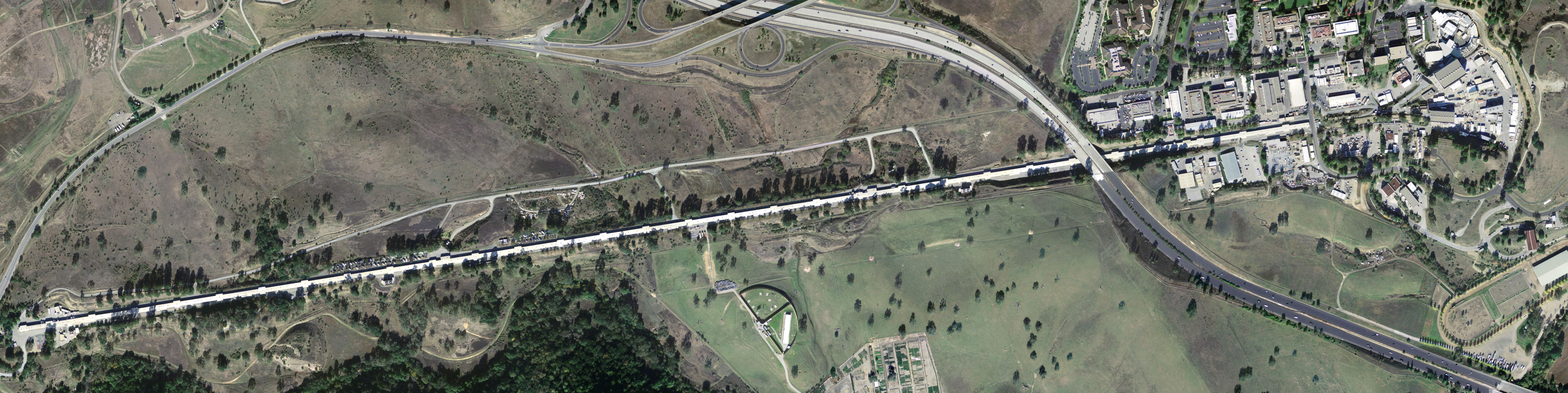
A Stanfordi lineáris gyorsító (légi felvétel)

## A gyorsító részletesebb leírása
A lineáris gyorsító elektronokat illetve pozitronokat gyorsít 50 GeV energiára. Pályája nagyjából 10 méterre a földfelszín alatt fut, az „Interstate 280” gyorsforgalmi autóutat alul keresztezi.

## Kutatás
Az SLAC-n zajló kutatások három fizikai Nobel-díjhoz vezettek:
- 1976 – Burton Richter és Samuel C. C. Ting a Charm-kvark felfedezéséért
- 1990 – Jerome I. Friedman, Henry W. Kendall és Richard E. Taylor a proton és a neutron kvarkszerkezetének magyarázatáért
- 1995 – Martin Lewis Perl és Frederick Reines a tau-részecske illetve a neutrínó felfedezéséért

1998 óta a SLAC-nál elektron-pozitron ütköztetéseket végeznek a CP-szimmetriával foglalkozó BaBar kísérlet számára.
A tervek szerint a gyorsítót fogják felhasználni a lézerből kijövő fényhez hasonló, csak annál sokkal rövidebb (1,5–15 Å) hullámhosszú, úgynevezett koherens röntgensugárzás létrehozására az LCLS berendezésben, amellyel új kutatási lehetőségek nyílnak majd meg, mivel a hullámhossza az atomi méretekbe esik.

## Fordítás
- Ez a szócikk részben vagy egészben  a   SLAC National Accelerator Laboratory című angol Wikipédia-szócikk fordításán alapul.  Az eredeti cikk szerkesztőit annak laptörténete sorolja fel. Ez a jelzés csupán a megfogalmazás eredetét és a szerzői jogokat jelzi, nem szolgál a cikkben szereplő információk forrásmegjelöléseként.
- Ez a szócikk részben vagy egészben  a   Stanford Linear Accelerator Center című német Wikipédia-szócikk fordításán alapul.  Az eredeti cikk szerkesztőit annak laptörténete sorolja fel. Ez a jelzés csupán a megfogalmazás eredetét és a szerzői jogokat jelzi, nem szolgál a cikkben szereplő információk forrásmegjelöléseként.